# Chapelle Notre-Dame-de-la-Salette de Calas
Pour les articles homonymes, voir Notre-Dame et Notre-Dame de la Salette (homonymie).
La chapelle Notre-Dame-de-la-Salette est une chapelle romane située au sommet de la colline de Trébillane à Calas, petit village de Cabriès dans le département des Bouches-du-Rhône. 

## Histoire

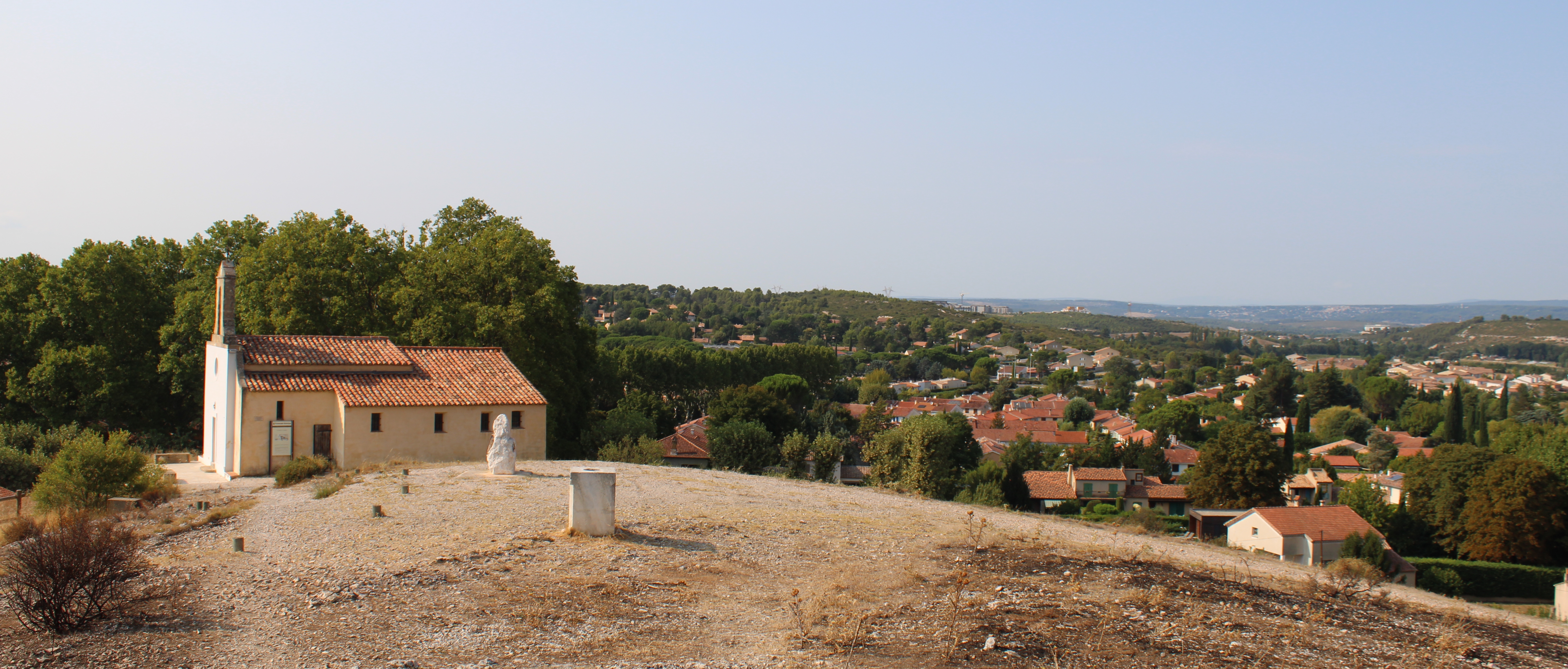
La chapelle de Trébillane qui domine le village.

Petite chapelle perché sur la colline de Trébillane à Calas, cet édifice daterait du Ve siècle, ce serait le plus ancien monument de la commune de Cabriès. 
Elle est mentionnée en  1082, sous le titre “Ecclésia  de  Tribulana”, quand elle est  donnée  au  chapitre de la cathédrale d’Aix par l’archevêque Pierre II. 

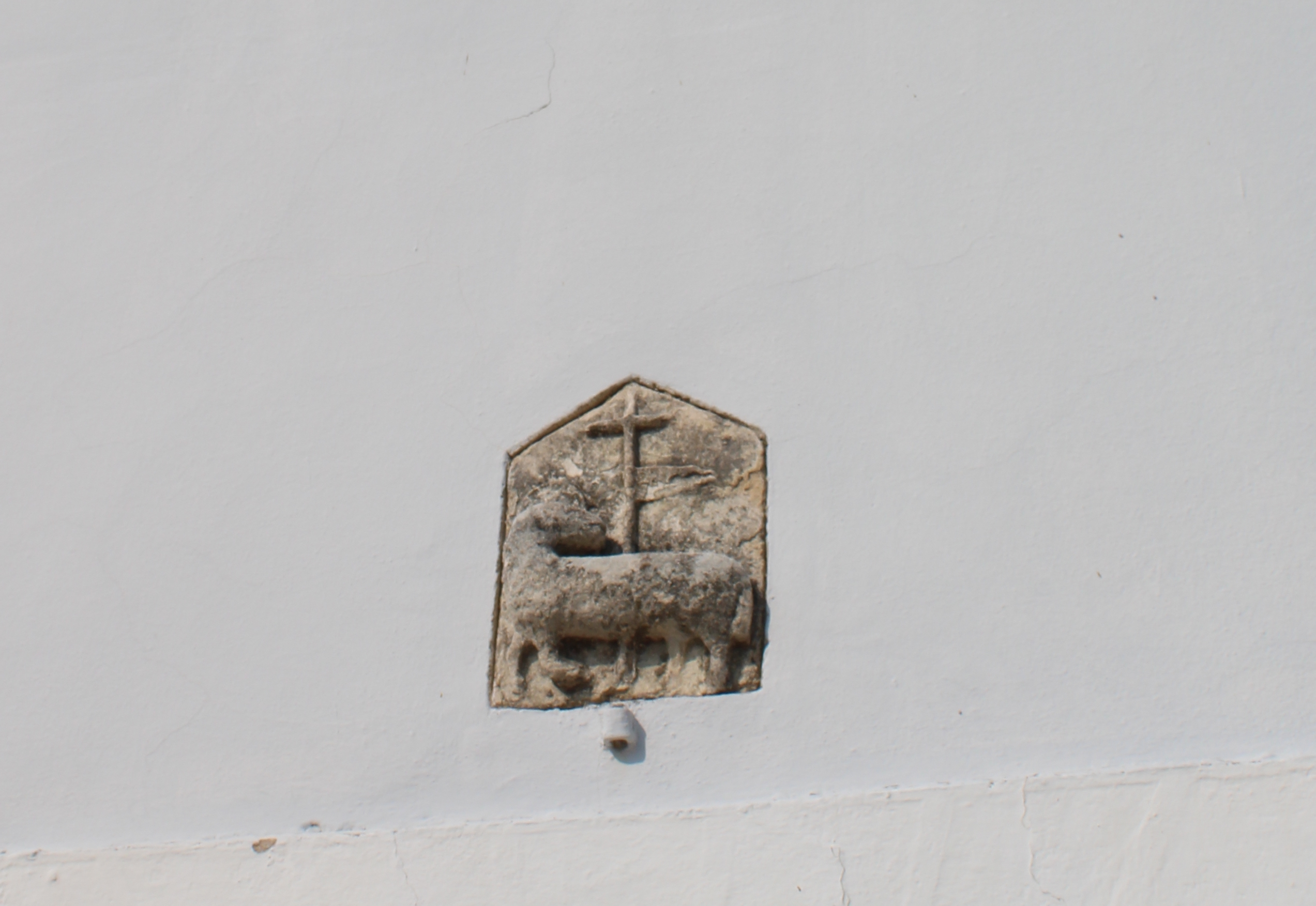
Le blason figurant sur la chapelle.

Elle a servi de paroisse aux habitants de l'ancien village de Calas jusqu'en 1869, date à laquelle fut bâtie la nouvelle église de Calas, par les soins de Mademoiselle Garavaque. Cet édifice a été remanié plusieurs fois au cours des siècles, ce qui a entraîné un changement de son aspect originel. Le chœur a été agrandi et on a rajouté une petite sacristie.

Le nom de Notre Dame de la Salette est récent et correspond au pèlerinage qui perdure sur un lieu d'apparitions dans le massif des Ecrins depuis 1846.

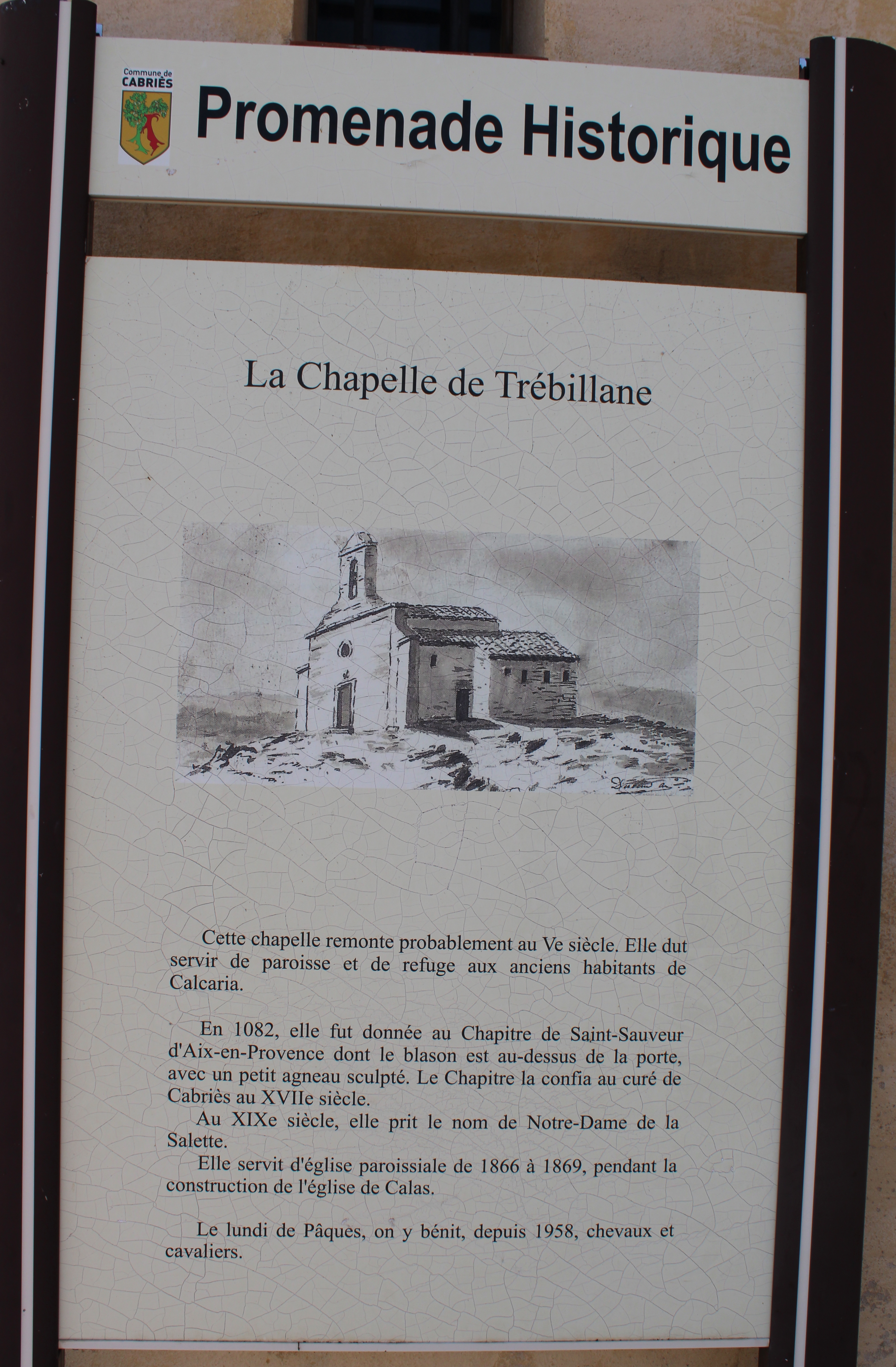
Panneau histoire de la chapelle.

Depuis 1958, et à l'initiative du regretté Père Joseph Rey, alors curé de la paroisse, Notre de Dame de la Salette est un lieu de rassemblement pour plus de 500 cavaliers à l'occasion de la traditionnelle "Bénédiction des chevaux" et des cavaliers chaque lundi de Pâques,.

## Architecture
On y trouve des éléments architecturaux de différentes époques, comme une vieille baie d'époque romane.

Sur le côté nord-ouest de la chapelle existait un petit cimetière découvert par hasard au XVIIIe siècle lors d'une restauration. On peut voir à cet emplacement exact une cuve baptismale très ancienne en pierre creusée.